# 比維爾 (德克薩斯州)
比維爾（英語：Beeville）是一個位於美國德克薩斯州比縣的城市。根據2010年美國人口普查，該地共人口12863人，而該地的面積約為15.80平方千米。同時該地也是比縣的縣治。

## 地理
比維爾的座標為28°24′20″N 97°45′03″W / 28.40556°N 97.75083°W，而該地的平均海拔高度為64米（即210英尺）。